# Pagine chiuse
Pagine chiuse è un film del 1968 diretto da Gianni Da Campo.
Il film, esordio cinematografico del regista Da Campo, fu presentato nella Settimana internazionale della critica del 22º Festival di Cannes.

## Trama
In procinto di divorziare, i genitori dell'undicenne Luciano decidono di mandarlo in un collegio gestito da una istituzione religiosa.
L'ambiente si rivela subito ostile per lui, senza nessuna possibilità di riscatto affettivo e comprensione: il ragazzo si trova isolato dai suoi coetanei, nonché represso dai preti nei suoi teneri tentativi di emancipazione.

## Accoglienza

### Critica
Con Pagine chiuse l'allora ventitreenne Gianni Da Campo segna un felice esordio all'insegna di tematiche giovanili di ribellione, insofferenza per le istituzioni borghesi e cattoliche, e disattenzione affettiva del mondo adulto, con una mano lieve, ed "una sensibilità da scorticato", come ebbe a dire qualche critico.
«un'amara vicenda di solitudine, incomprensione e violenza... film lucido e sottilmente polemico» *** 

## Riconoscimenti
- Festival di Cannes 1969
  - Palma d'oro (Sezione Giovani)